# المرأة في كوريا الجنوبية

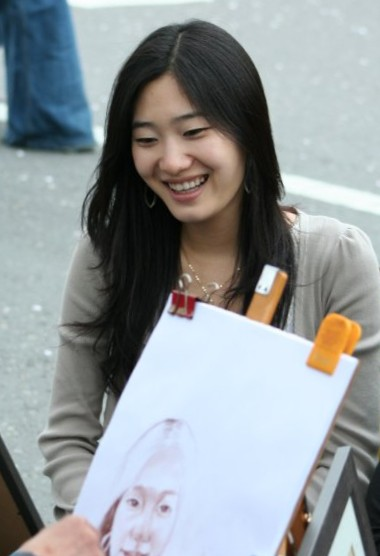
امرأة في سيول، كوريا الجنوبية 2007.

تعرضت النساء في كوريا الجنوبية لتغير اجتماعي كبير في السنوات الأخيرة في أعقاب معجزة على نهر هان. وقد تحسن وارتفع الوضع الاجتماعي للمرأة بشكل كبير خلال السنوات الثلاثين الماضية نظرا لتطور المجتمع اليوم. ومقارنة بكوريا القديمة التي كانت متجذرة بعمق في تعاليم الكونفوشيوس. اليوم أصبح الوضع الاجتماعي للمرأة مساوياً عملياً للرجال في القطاعات الاجتماعية مثل: الحقوق القانونية والتعليم والصحة. ولكن ما يزال هناك عدم تكافؤ في قوة العمل والمشاركة السياسية. وما تزال هناك أيضاً الصور النمطية المحيطة بالنساء الكوريات ومنها ما يتكون من الآتي: قدرتهن على طهي الطعام وطاعتهن لأزواجهن وأن الولادة مهمة يجب أدائها.

## التاريخ
في المجتمع الكوري التقليدي، تاريخ  دور المرأة يقتصر في المنزل. كان  النساء يتعلمون من سن مبكرة فضائل التبعية والتحمل وتحضيرهم لا دورهم في المستقبل كزوجة وأم. النساء بشكل عام، لا يمكن أن تشارك في المجتمع كالرجال ولكن بدلا من ذلك فإن من المتوقع أن يدعمون أزواجهن تحت العهد الاستعماري من الإمبراطورية اليابان، أرسل نساء كوريا (تقريبا ما يصل إلى 200,00) للعمل كنساء متعة في بيوت الدعارة العسكرية اليابانية، حتى نهاية الحرب العالمية الثانية كانت كوريا تحت الاحتلال الياباني.
بعد أن أصبحت مستقلة عن اليابان، تم تأسيس جمهورية كوريا الديمقراطية الليبرالية وبإمكان المرأة أن تكمل  التعليم، والعمل، الآن يمكن تحقيق الحقوق الدستورية والحياة العامة لتكافؤ الفرص. على سبيل المثال، تم تأسيس عدة مدارس لتعليم النساء. بدأت النساء المتعلمات من هذه المدارس على الانخراط في مجال الفنون والتدريس والأنشطة الاقتصادية ومشاركت النساء الأخريات في مناقشة المساواة بين الجنسين. وقد ارتفعت بشكل مطرد نسبة النساء في المجالات المهنية مما أدى إلى مساهمات كبيرة في المجتمع، وخاصة من حيث زيادة الناتج المحلي الإجمالي. كما أخذوا دورا أكبر في الأنشطة الاقتصادية وأيضا زاد المستوى التعليمي للمرأة، مما يوفر فرصا إضافية للاحترافيه.  تحصل المرأة  الكورية اليوم على مستويات عالية من التعليم والمشاركة في مجموعة واسعة من المجالات، بما في ذلك التعليم والطب والهندسة والمنح الدراسية والفنون والقانون والأدب والرياضة. أن من المتوقع أن تستمر في النمو وتنويع بعد انتخاب أول رئيسة لكوريا الجنوبية  بارك جيون هاي  مشاركة المرأة في الثقافة الاجتماعية والاقتصادية ومن المقرر إلى وعد بارك جيون هاي لتعزيز «الثورة النسائية»، وتقديم الدعم لرعاية الأطفال، وزيادة فرص الترقي والمساواة بين راتب. وعلاوة على ذلك وعدت بارك جيون هاي إلى تحقيق تقدم أخر للنساء، بما في ذلك: زيادة تمثيل المرأة، لتسهيل عمل المرأة وتقديم الدعم للعاملات، لزيادة الفرص التعليمية للنساء ليكونن قادرات على المنافسة في سوق العمل، وتوفير سياسات الرعاية الاجتماعية للمرأة، لتعزيز مشاركة المرأة في الأنشطة الاجتماعية المختلفة ومع ذلك لم يتجلى كل من هذه السياسات.

## التعليم
في المجتمع الكوري التقليدي، تلقى النساء القليل من التعليم الرسمي. بدأ المبشرون المسيحيون إنشاء مدارس للفتيات خلال وأوائل القرن العشرين أواخر القرن التاسع عشر. بدأت جامعة إيهوا النسائية كمدرسة ابتدائية وتم إنشاؤها من قبل المبشرين الميثودية في عام 1886 وحققت مكانة الجامعة بعد أن تم تأسيس «مدرسة بيهوا للفتيات عام 1945.  مدرسة شونقسين للبنات في عام 1890 و 1898، على التوالي، في سيول تأسست مدرسة سوونقوي للبنات في عام 1903 في بيونغ يانغ. أدرك الإمبراطور كوجونغ والامبراطورة سونهيون  الحاجة الملحة للمؤسسة تعليمية للنساء التي أنشأتها الشعب الكوري بأنفسهم. في عام 1906، أسست العائلة المالكة» مدرسة تحمل اسم ميونقشين أول مدرسه مالكه للفتيات، غير الاسم إلى كلية سوكميونغ للبنات في عام 1938و لاحق أصبحت جامعة سوكميونغ للمرأة كما هي الحال الآن. بحلول عام 1987 كان هناك عشرة مؤسسات التعليم العالي للمرأة بما في ذلك الجامعات والكليات والمعاهد المتوسطة. بلغت نسبة النساء حوالي 28 في المئة من مجموع الملتحقين في التعليم العالي. كان هناك ما يقرب 262,500 من الطالبات في الكليات والجامعات في عام 1987. ومع ذلك فقط حوالي 16 في المئة من  معلمين الكليات والجامعات كانو نساء في عام 1987.
تزايد عدد النساء اللاتي يحصلن على التعليم الجامعي يعني أن دورهم يختلف عن أمهاتهم وجداتهم. يخطط العديد من النساء ذوات التعليم جامعي على مهن مستقلة ويتحدين حق الوالدين في اختيار الشريك الزوجي.في كثير من الأحيان شاركت المرأة  في المعارك عنيفة بين طلاب الجامعات والشرطة في أواخر 1980. ونقل مراسل المجلة الاقتصادية في الشرق الأقصى على زعيم طلابي من الذكور قوله ان «الفتيات القصيرات يجعلن المتظاهرين كبير، كما انهم قويات للغاية وصعبة للغاية باللحاق». سواء  يتبع نظرائهم اليابانيين الناشطات السياسيات من النساء الجامعيات من الكورية الجنوبية، الذين تظاهروا خلال 1960 وإلى عالم تربية الأطفال والنزعة الاستهلاكية الهادئة ويبقى  نرى ارتفع بنحو 12.6 في المئة سنويا في السنوات التي تلت عام 1977من عدد النساء المتزوجات العاملات.
في عام 1983 أكثر النساء51.8٪ كانوا عاملين في المناطق الريفية اما المناطق الحضرية 36.9٪ في المئة. كان معظم النساء العاملات في المناطق الريفية فوق سن الثلاثين، والشابات (والذكور) تميل إلى الانتقال إلى والبحث عن عمل في المدن والمناطق الصناعية.وأشارت الإحصاءات الرسمية الكورية الجنوبية أن 43.6٪ من النساء كن في قوة العمل عام 1988.  التوقعات لانخفاض نساء الطبقة المنخفضة، ومع ذلك، كانت في كثير من الأحيان قاتمة. في بعض الحالات كانوا مضطرون أن يصبحوا جزءا من «مجال الترفيه» من أجل البقاء على قيد الحياة اقتصاديا. ووفقا لأحد التقديرات ومن المعروف ان بيوت الدعارة والحانات ومراكز التدليك والمراقص بأنه معروفة «بالأسلوب التايوان» محلات تصفيف الشعر (و هؤلاء في كثير من الأحيان توظف عدد أكبر من المحترفات من الحلاقات) يعمل ما يصل إلى مليون امراءه وإن لم يكن كل مومسات. كان قد بدأت الانتقاد وكشفها بواسطة نشطاء المرأة سوء المعاملة والاستغلال.

## الحياة الأسرية
خلال كوريو وأوائل عهد  جوسون، كان من المعتاد للمتزوجين العيش في بيت اسرة والدي الزوجة. ويشير هذا الترتيب أن وضع المرأة كان أعلى مما كان عليه خلال فترة لاحقة من سلالة جوسون. أملت العقيدة الكونفوشيوسية الجديدة أن المرأة وفصلها عن والديها وكان واجبا أساسيا على توفير الذكور لاجل عائلة زوجها. وفقا لهذه العادة أول الزواج فعلى المرأة  ترك اسرتها والديها ثم تصبح جزءا من أسرة زوجها. وكانت العلاقة بين الزوج والزوجة في كثير من الأحيان إن لم يكن  عادة بعيدة، وصفه بجدارة من قبل المثل الكوري: «بعد يوم مثل رؤية شخص غريب وليلا مثل رؤية الحبيب.» يحظر مملكة جوسون القانون الأرامل من الزواج مرة أخرى، على الرغم من عدم تمديد حظر مماثل على الأرامل. وعلاوة على ذلك، كان أبناء وأحفاد الأرامل الذين تحدوا الحظر، مثل الأطفال الزوجات الثانوية لا يسمح لهم اتخاذ امتحانات المدنية ليصبح مسؤول عالم.واجب على المرأة لزوجها، أو بالأحرى إلى عائلة زوجها خدمتهم، كان من المطلق ولا يرقى إليه الشك في المجتمع تقليدي، فقط  يمكن لرجال الحصول على الطلاق.يستطيع الزوج أن يطلق زوجته لو كانت جرداء-العقم الذي يعرف اختصارا باسم عدم القدرة على الانجاب. حتى لو لم يطلق زوجته انه يحق لزوج اتخاذ زوجة ثانية، على الرغم من أن الحل المفضل للرجل دون ابنا خلال عصر مملكة جوسون هو تبني ابن أحد إخوته، إذا كانت متوفرة، كان التعارض من زوجة ولها في القوانين سبب آخر للطلاق، في المجتمع المعاصر، يحق لرجال والنساء الحصول على الطلاق. التمييز الاجتماعي والاقتصادي ومع ذلك جعل حياة الكثير من النساء المطلقات أكثر صعوبة.لا يزال يجوز لزوج طلب حضانة الأطفال، على الرغم  أن إعادة النظر في قانون الأسرة في عام 1977 جعلت من صعب بالنسبة له  خداع زوجته إلى الموافقة على تسوية غير عادلة. معدل الطلاق في كوريا الجنوبية يتزايد بسرعة في عام 1975 كان عدد حالات الطلاق 17000وفي منتصف 1980، كان العدد السنوي لحالات الطلاق بين23،000و 26,000، وفي عام 1987 كان هناك 45,00 الطلاق.التقليد  نسبيا من إجمالي خضوع الأنثى استمر في القرى الكورية حتى الآونة الأخيرة. أحد الباحثين الكوريين الذين جاءوا من  محافظة منطقة تشونغ تشيونغ أشار أنه عندما توفي صديق  في مدرسة الثانوية من مرض خلال 1940،  قامت عروسه الشاب بالانتحار وقد  تم الاحتفل بفعلها هذا في بلدها والمجتمعات المحلية المحيطة بها لانها من الأمثلة البارزة على التفاني في أداء الواجب.
كان تقليديا الرجال والنساء في فصل صارم، داخل وخارج المنزل على حد سواء. النساء يقضين معظم حياتهم فيعزلة في يانق بان غرفة النسائية. ويقال أن هواية التقليدية نولتويجي لعبة القفز صعودا وهبوطا.النساء اللتان شعرن بالملل وأراد  نظرة على جدران العالية من ليلقوالنظر على أسرهم لمعرفة  العالم الخارجي مثل، أعطت الضرورة الاقتصادية النساء من الطبقات الدنيا بعض الحرية لأنها شاركت في العمل في المزارع وحصلوا على دخل إضافي من خلال صنع وبيع الأشياء في بعض الأحيان.اعتبارا من فبراير 2015، والزنا لم يعد غير قانوني في كوريا الجنوبية.

## الحياة المهنية
وفقا ا «مؤشر زجاج السقف»  الاقتصادي 2013 من خمسة مؤشرات من الود تجاه النساء العاملات، كوريا الجنوبية تحتل المرتبة الأدنى بين جميع بلدان منظمة التعاون والتنمية بسبب افتقارها للمرأة في المناصب العليا. تاريخيا، ومع ذلك، لعبت أقلية صغيرة من النساء بدور فعال في المجتمع وحتى أصبح لها نفوذ سياسي. وشمل هؤلاء الناس الشامان الإناث (مودانق)، اللتان دعوا لعلاج الأمراض، وتنباء الحظوظ، أو بطرق أخرى الحصول على مساعدة من الأرواح في تحقيق رغبات عملائها.على الرغم من رعايتها لالكونفوشيوسية الجديدة كان سلالة تشوسون مكتب الشامانية وغالبا ما كان الشامان الإناث مؤثرات جدا في القصر الملكي. والطبيبات الذين عالجوا المرضى من النساء (لأن منعوا الأطباء الذكور لدراستها) يشكل مجموعة هامة أخرى من النساء. في بعض الأحيان أنها تصرفت كجواسيس أو شرطية لأنها يمكن أن تحصل في الأوساط النسائية من المنزل. كانت مجموعة أخرى من النساء كيسيانق أو الفنانين، كان مجرد نساء هاويات ولكن البعض الآخر من الموهوبين الموسيقيين والراقصين والرسامين والشعراء الذين تفاعلوا مع أسيادهم الذكور. تقليد كيسينق يديم احدة من الموروثات أكثر مشكوك فيها في الماضي جوسون: معيار في شدة الاختلاف بشأن السلوك الجسدي للرجال والنساء التي لا يزالوا متزوجين، ومع ذلك في المدن فقد بدأت العديد من نساء الطبقة المتوسطة بكسر هذه التقاليد.
واستمر الإقليمي  المتعدد للاهتمام على الأدوار الأنثوية التقليدية في أواخر 1980. في القرى الساحلية في جزيرة جيجو، سبح النساء الغواصات بحثا عن الأعشاب البحرية، والمحار، وغيرها من المنتجات البحرية وكان اقتصاديا مكتفية ذاتيا. في كثير من الأحيان أنها وفرت الدعم الاقتصادي الرئيسي للأسرة بينما قام  الزوج بالاعمال الفرعية - اعتنى الأطفال وفعل الأعمال المنزلية - في تناقض حاد مع القاعدة الكونفوشيوسية. عدد النساء الغواصات تنقص مع ذلك الرجال يؤدون وظائف في صناعات والخدمات بشكل متزايد. نادرا ما كانت تمارس عبادة الأسلاف في حين كانت الطقوس الشامانية التي تركز على الأنثى على نطاق واسع.
مصانع كوريا الجنوبية توظف مئات الآلاف من النساء الشابات في طوابق المحل وخطوط التجميع جعل، من بين أمور أخرى، والمنسوجات والملابس، والأحذية، والمكونات الإلكترونية. تم شراء النجاح الاقتصادي في كوريا الجنوبية إلى حد كبير مع عرق هؤلاء العمال الإناث أكثر من طاقتهم بشكل عام والذين يتقاضون أجورا زهيدة.
في مكاتب المصارف والمؤسسات الخدمية الأخرى، لا غنى عنها الشابات العمل كموظفين والأمناء. وخلافا لأخواتهم في جزيرة جيجو، ومع ذلك، فإن غالبية هؤلاء النساء تعمل فقط حتى الزواج.
قد كانت هناك زيادة ملموسة في عدد النساء المنضمات إلى القوى العاملة. في عام 2014، ويقدر عدد النساء الكوريات في القوى العاملة ب 57٪، في حين أنه في عام 1995 عدد 47.6٪. [11] لم ترتبط الزيادة الإحصائية في كمية من النساء العاملات مع المساواة في الأجور، حيث أن الفجوة في الأجور بين الجنسين التي أعلن عنها في عام 201336.3٪، والأسوأ من ذلك كله دول منظمة التعاون والتنمية الحالية في البيانات.
على الرغم من أن أعدادا النساء اللتي يعملن خارج المنزل متزايدة فمن المفهوم السائدوخاصة بالنسبة للطبقة المتوسطة تلقوا تعليما جامعيا، هو أن الزوج هو «الشخص الخارجي،» واحد الذي يوفر المصدر الرئيسي للدعم الاقتصادي التوظيف؛ كانت الزوجة «الشخص الداخلي،» وهي الصيانة للأسرة مسؤولية كبير. بينما ينظر إليها على أنها القاعدة الاجتماعية التي تكون قادرة على المساهمة في تمويل الأسرة النساء،  يقع ويتم وضع معظم العبء على الرجال، تميل النساء إلى ترك القوى العاملة عندما يتزوجان، العديد من النساء على يديرون الشؤون المالية للأسرة، وعدد كبير ينضم  للجمعيات الأهلية الغير رسمية على المدى القصير الائتمان التي تتيح لهم الحصول على الأموال  قد لا يكون الحصول عليها من بنك تقليدي. ربما أهم المسؤوليات  النساء المتزوجات هي  تعليم أبنائهم.
1. ↑  "Table 4: Gender Inequality Index". United Nations Development Programme. اطلع عليه بتاريخ 2014-11-07.
2. ↑  "The Global Gender Gap Report 2013" (PDF). World Economic Forum. ص. 12–13.